# Уильямс, Роберт Джексон
Ро́берт Дже́ксон Уи́льямс (англ. Robert Jackson Williams), более известный как Р. Дж. Уи́льямс (англ. R. J. Williams; род. 19 июля 1978, Лос-Анджелес, Калифорния, США) — американский актёр, телеведущий и телевизионный продюсер.

## Биография
Р. Дж. Уильямс родился и вырос в Южной Калифорнии. В Голливуде он известен как телевизионный актёр-ребёнок. Уже более 10 лет  снимался в известных телевизионных сериалах. Он является основателем, режиссёром, создателем и генеральным директором компании «Young Hollywood», которая занимается вручением премий «Молодой Голливуд» молодым голливудским актёрам.

## Фильмография
- 1984 Любовь масс / Mass Appeal — мальчик
- 1986 Американский гимн / American Anthem — Майки Тевере
- 1987 The Price of Life — молодой Захария
- 1989 Pasion de hombre (also known as A Man of Passion), Light Age Filmworks — Джордж в юности
- 1981 Молодые и дерзкие (сериал) / The Young and the Restless
- 1984 Off the Rack — Тим Халлоран
- 1985 Detective in the House — Данк Вимен
- 1986 Lazer Tag Academy Ники Джарен
- 1989 Динозаврик Динк — Динк
- 1989—1991 General Hospital, Рауди
- 1990 Wake, Rattle & Roll, Сэм Бакстер
- 1990—1991 Мишки Гамми / The Gummi Bears, Кевин, озвучка
- 1983 The Other Woman, Бобби Вителли
- 1984 Страсть / Passions, Эрик
- 1984 The Night They Saved Christmas
- 1988 Windmills of the Gods, Крис Эшли
- 1983 Lovers and Other Strangers, Бруно Деллвиччио
- 1988 Большая пятёрка / The Big Five, Дэнни
- 1982 The Chipmunk’s Christmas, озвучка
- 1982 Two Daddies?, озвучка
- 1983 A Child Is Missing, Ларри Рэндалл
- 1983 Whose Party Is It Anyway?, Джоуи
- 1983 The Beverly Hill Social Club, Тони
- 1983 Fear for Tomorrow, Тони
- 1983 Magnum, P.I., молодой Томас Магнум
- 1984 Matt Houston, Тони
- 1984 Punky Brewster, Скотт Лотабаччи
- 1986 Out on a Limb, " St. Elsewhere, Тим Перри
- 1989 Between a Cop and a Hard Place, Тимми
- 1990 Snake Eyes, Baywatch, Джереми
- 1990 Eclipse, Baywatch, Таклер
- 1990 Secret Admirer, Full House, Рики
- 1993 Tommy A, Saved by the Bell: The New Class, Эрик
- 1990 Captain Planet and the Planeteers, озвучка
- 1990—1991 — Чудеса на виражах — Кит Ветрогон

## Другие работы
- Продюсер «Hollywood Backstage», TV Guide Channel
- Режиссёр, продюсер, создатель Celebrity Weekend Exposed, Showtime, 2004
- Режиссёр, продюсер, создатель Behind Closed Doors, Showtime, 2004
- Режиссёр, продюсер, создатель Extreme Celebrity Getaway, Showtime, 2004
- Режиссёр, продюсер, создатель Outrageous Adventures, Showtime, 2005
- Режиссёр, продюсер, создатель Adrenaline Rush, Showtime, 2005
- Режиссёр, продюсер Fox Fall Launch Party, Fox, 2005
- Режиссёр, продюсер, создатель Young Hollywood Awards, 2005
- Продюсер, создатель The Hookup, 2000
- Продюсер, создатель The Red Carpet, 2003
- Продюсер Above-the-Line Beauty, 2005